# Helleia juragloria
Helleia juragloria är en fjärilsart som beskrevs av Beuret 1954. Helleia juragloria ingår i släktet Helleia och familjen juvelvingar. Inga underarter finns listade i Catalogue of Life.